# 骨咄叶护
阿史那骨咄（？—742年），后突厥汗国第七代可汗，本是骨咄葉護，又作骨咄禄叶护。
741年七月，后突厥左厢（左设）判阙特勤出兵攻杀登利可汗，立毗伽可汗之子为可汗；骨咄叶护攻杀判阙特勤及其扶立之汗，更立幼汗之弟；又杀其弟，骨咄叶护自立为可汗。诸部不服。唐玄宗以突厥内乱，命左羽林将军孙老奴招谕回纥、葛逻禄、拔悉密等部落一同出兵。742年八月，阿史那骨咄葉護可汗被拔悉密、回紇、葛邏祿三部所杀。拔悉密酋長自立為頡跌伊施可汗，回紇、葛邏祿自為左、右葉護。突厥餘眾共立判阙特勤之子为烏蘇米施可汗。